# El pozo fantástico
El pozo fantástico (Le Puits fantastique) es una película muda de la productora francesa Star Film Company del año 1903, dirigida y producida por Georges Méliès. Trata la historia de una bruja a la que se le niega una limosna, la cual en venganza, lanza un hechizo sobre el pozo de una ciudad.

## Influencias
La película es una versión cómica de los cuentos de hadas tradicionales, en los que un pozo se caracteriza no solo como lugar central de reunión, sino también como un lugar para probar mágicamente la bondad de los personajes (por ejemplo, muchas versiones de El príncipe rana y Madre nieve utilizan el elemento del pozo de esta manera). Más específicamente, la película juega con el concepto tradicional de cuento de hadas de una mujer mágica, disfrazada de mendiga en un pozo, probando la generosidad de los transeúntes y recompensando a aquellos que pasan la prueba. En la versión de la historia de Méliès, sin embargo, los personajes humanos no obtienen una recompensa mágica; más bien, la bruja es compasiva más que malvada, y su castigo contra el codicioso terrateniente está diseñado para ser interpretado como con plena justificación. Méliès volvió a un tema similar en su película La cocinera en problemas de 1904, en la que una mujer mágica maltratada encanta una estufa con resultados igualmente caóticos.

## Producción
El pozo fantástico fue realizada en 1903, cuando Méliès estaba llegando al punto más alto de su carrera como creador de películas de fantasía. Méliès mismo aparece en la película como el granjero con el burro. La marioneta del dragón se reutilizaría en sus películas posteriores La bruja de 1906 y Las alucinaciones del barón de Munchausen de 1911. Los otros efectos especiales de la película se crearon utilizando maquinaria escénica, pirotecnia, empalmes de sustitución y disoluciones fotográficas sobre un fondo negro. Méliès también recurrió libremente a las habilidades gimnásticas de sus actores, con gran parte de la película animada por acrobacias cómicas.

## Lanzamiento y recepción
El pozo fantástico fue lanzado por Star Film Company de Méliès y posee el número 462-464 en sus catálogos. El 25 de junio de 1903 se convirtió en la primera película de Méliès en ser depositada en la Biblioteca del Congreso de Estados Unidos por derechos de autor estadounidenses. Desde esta película en adelante, hasta su película La sirena de 1904, la práctica de Méliès fue depositar cada película en la biblioteca en forma de una impresión en papel; aparentemente siguió esta práctica para casi una docena de las películas que hizo durante ese tiempo.
En su historia de películas de cuento de hadas, el historiador cultural Jack Zipes elogió a El pozo fantástico:

Es encantador. Los actores son maravillosos acróbatas, y los títeres son tontos...El pozo fantástico muestra a Méliès en su mejor momento como escritor original y diseñador de sus propios  "ridículos" cuentos de hadas que tienen profundas raíces en el folclore.

Kemp R. Niver, en su estudio exhaustivo de las impresiones en papel de la Biblioteca del Congreso, afirma que la película representaba el excelente trabajo que habitualmente desarrollaba Méliès.